# Nahrkhān-e Soflá
Nahrkhān-e Soflá (persiska: نهرخان سفلى) är en ort i Iran.   Den ligger i provinsen Ilam, i den västra delen av landet, 500 km väster om huvudstaden Teheran. Nahrkhān-e Soflá ligger 1 055 meter över havet och antalet invånare är 170.
Terrängen runt Nahrkhān-e Soflá är huvudsakligen kuperad, men åt nordväst är den platt. Nahrkhān-e Soflá ligger nere i en dal. Runt Nahrkhān-e Soflá är det ganska tätbefolkat, med 54 invånare per kvadratkilometer. Närmaste större samhälle är Eyvān, 13,0 km sydost om Nahrkhān-e Soflá. Trakten runt Nahrkhān-e Soflá består till största delen av jordbruksmark.